# Tribunal des conflits (République centrafricaine)
Pour les articles homonymes, voir Tribunal des conflits.
Le Tribunal des conflits est, en République centrafricaine, le tribunal statuant en cas de conflit de compétence entre les juridictions judiciaires et administratives.

## Base légale
L'article 93 de la Constitution dispose :

« Il est institué un Tribunal des Conflits, juridiction non permanente.
En cas de conflit de compétence entre les juridictions judiciaires et celles de l'ordre administratif, ce conflit est tranché par le Tribunal des Conflits.
Les décisions de cette juridiction ont autorité de la chose jugée.
Une loi organique fixe les règles d'organisation et de fonctionnement du Tribunal des Conflits. »

## Sources

## Compléments